# Tour di David Bowie

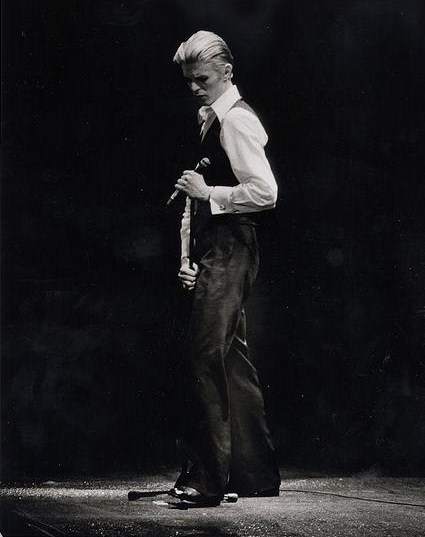
David Bowie a Toronto il 28 febbraio 1976, durante lo Station to Station Tour.

i tour di David Bowie sono stati in totale 15, considerando quelli che vanno dallo Ziggy Stardust Tour del 1972 al Reality Tour del 2003-2004 e inclusi quelli con i Tin Machine, anche se l'attività live dell'artista inglese cominciò nel 1962 con il suo primo gruppo, The Kon-rads, quando ancora usava il suo vero nome David Jones.
La prima esibizione dal vivo di cui si abbia notizia risale all'agosto 1958 all'Isola di Wight, durante il diciottesimo campo estivo dei Bromley Scouts, quando insieme all'amico e in seguito collaboratore George Underwood eseguì Gamblin' Man e Puttin' on the Style di Lonnie Donegan suonando l'ukulele e una specie di basso artigianale a una sola corda.
L'ultima esibizione di David Bowie è stata quella del 9 novembre 2006 a New York, nel concerto benefico Black Ball organizzato per la fondazione Keep a Child Alive.

## Anni sessanta

### The Kon-rads
Neville Wills e Dave Crook, allievi della Bromley Technical High School, avevano formato un duo chiamato The Kon-rads all'inizio del 1962 quando George Underwood si offrì di cantare per loro. Underwood portò con sé David che cominciò ad utilizzare il suo sax tenore e il 16 giugno la nuova formazione esordì a una festa della scuola. I Kon-rads iniziarono ad esibirsi nelle associazioni giovanili e nelle sale parrocchiali, con un repertorio che comprendeva cover di canzoni da classifica e brani rock e R&B che arrivavano dagli Stati Uniti. In questo periodo David cominciò anche a comporre brani suoi e uno di questi, I Never Dreamed, venne aggiunto alle scalette.
Alla fine dell'anno Underwood lasciò la band e fu rimpiazzato da Roger Ferris, che poco dopo cedette a sua volta il posto di cantante a David. Crook fu sostituito alla batteria da Dave Hadfield e i ranghi del gruppo furono accresciuti dall'arrivo di Rocky Shahan al basso, del chitarrista Alan Dodds e delle coriste Christine e Stella Patton. Ma in breve tempo i Kon-rads diventarono musicalmente troppo limitanti per l'inquieta fantasia di David, che dopo una fallimentare audizione per la Decca Records nell'agosto 1963 decise di lasciare la band.
Date
| Data     | Paese       | Città       | Luogo                   | Note       |
| -------- | ----------- | ----------- | ----------------------- | ---------- |
| 16/06/62 | Inghilterra | Bromley     | Technical High School   |            |
| 17/11/62 | Inghilterra | Cudham      | Village Hall            |            |
| 18/05/63 | Inghilterra | Biggin Hill | Hillsiders Youth Club   |            |
| ??/05/63 | Inghilterra | Orpington   | Civic                   |            |
| ??/05/63 | Inghilterra | Bromley     | Ravensbourne Art School |            |
| 25/05/63 | Inghilterra | Bromley     | Technical High School   | 2 concerti |

Formazione
- George Underwood - voce (sostituito da Roger Ferris alla fine del 1962)
- David Jones - voce, sax tenore
- Neville Wills - chitarra
- Alan Dodds - chitarra (dalla fine del 1962)
- Rocky Shahan - basso (dalla fine del 1962)
- Dave Crook - batteria (sostituito da David Hadfield alla fine del 1962)
- Christine e Stella Patton - cori (dalla fine del 1962)

Repertorio
- China Doll (Slim Whitman)
- Hey! Baby (Bruce Channel)
- I Never Dreamed (prima composizione di Bowie rimasta inedita)
- In the Mood (Joe Garland)
- It's Only Make Believe (Conway Twitty)
- A Night At Daddy Gee's (Curtis Lee)
- A Picture of You (Joe Brown)
- Sweet Little Sixteen (Chuck Berry)
- The Young Ones (The Shadows)

### The Hooker Brothers, The King Bees
Lasciata la Bromley Technical High School, David, George Underwood e il batterista Viv Andrews diedero origine a The Hooker Brothers, anche se in alcune occasioni si fecero chiamare con altri nomi come The Bow Street Runners e Dave's Reds & Blues. Le esibizioni con la nuova band si limitarono a poche date, spesso come interval act, e dopo alcuni concerti Andrews se ne andò.
David gettò così le basi per la band successiva, The King Bees, con i quali ebbe la possibilità di suonare per la prima volta in locali storici di Londra come il Marquee Club e la Roundhouse e di promuovere il suo primo singolo, Liza Jane. Lo scarso successo del 45 giri decretò tuttavia la fine della sua militanza nel gruppo.
Date
| Data     | Paese       | Città   | Luogo             | Note                          |
| -------- | ----------- | ------- | ----------------- | ----------------------------- |
| ??/09/63 | Inghilterra | Bromley | Court Hotel       | The Hooker Brothers           |
| 14/04/64 | Inghilterra | Londra  | Jack of Clubs     | Davie Jones and The King Bees |
| 15/05/64 | Inghilterra | Londra  | Marquee Club      | Davie Jones and The King Bees |
| 17/05/64 | Inghilterra | Londra  | Café des Artistes | Davie Jones and The King Bees |
| 21/05/65 | Inghilterra | Londra  | The Roundhouse    | Davie Jones and The King Bees |
| 07/06/64 | Inghilterra | Londra  | The Bedsitter     | The King Bees                 |

Formazioni
The Hooker Brothers
- David Jones - voce, sax tenore
- George Underwood - voce, chitarra, armonica
- Viv Andrews - batteria

The King Bees
- Davie Jones - voce, sax tenore
- George Underwood - voce, chitarra, armonica
- Roger Bluck - chitarra
- Dave Howard - basso
- Robert "Bobby" Allen - batteria

Repertorio
- Can I Get A Witness (Marvin Gaye)
- Got My Mojo Working (Muddy Waters)
- The House of the Rising Sun (ballata tradizionale)
- Hoochie Coochie Man (Muddy Waters)
- Liza Jane (Leslie Conn)
- Louie, Louie Go Home (Paul Revere and the Raiders)
- Tupelo Blues (John Lee Hooker)

### The Manish Boys
Nell'estate del 1964 David si inserì nei già attivi Manish Boys, che non si mostrarono proprio entusiasti del nuovo arrivo. David assunse una posizione di predominio facendo virare il gruppo dal "Medway Beat" al rhythm and blues, e il 19 agosto la nuova formazione esordì all'Eel-Pie Hotel di Twickenham.
Dal 1º al 6 dicembre fecero da supporto a Gerry and the Pacemakers insieme ad artisti quali Gene Pitney, Kinks e Marianne Faithfull, e il 5 marzo 1965 uscì I Pity the Fool, 45 giri accreditato ai Manish Boys nonostante all'inizio fossero stati presi accordi per farlo risultare opera di Davie Jones and the Manish Boys. Due settimane dopo David si esibì per l'ultima volta con il gruppo all'Olympia Ballroom di Cromer.
Date
| Data     | Paese       | Città             | Luogo                      | Note       |
| -------- | ----------- | ----------------- | -------------------------- | ---------- |
| 19/08/64 | Inghilterra | Twickenham        | Eel-Pie Hotel              |            |
| 30/08/64 | Inghilterra | Ipswich           | Savoy Ballroom             |            |
| 02/09/64 | Inghilterra | Twickenham        | Eel-Pie Island Jazz Club   |            |
| 09/09/64 | Inghilterra | Braintree         | RAF Wethersfield           |            |
| 19/09/64 | Inghilterra | Londra            | The Scene                  |            |
| 21/09/64 | Inghilterra | Chatham           | Invicta Ballroom           |            |
| 23/09/64 | Inghilterra | Medway            | County Youth Club          |            |
| 25/09/64 | Inghilterra | Romford           | The Willow Rooms           |            |
| 26/09/64 | Inghilterra | Londra            | Acton Town Hall            |            |
| 27/09/64 | Inghilterra | Londra            | Flamingo Jazz Club         |            |
| 29/09/64 | Inghilterra | Isleworth         | The Jolly Gardeners Hotel  |            |
| 02/10/64 | Inghilterra | Borehamwood       | Lynx Club                  |            |
| 07/10/64 | Inghilterra | Twickenham        | Eel-Pie Island Jazz Club   |            |
| 09/10/64 | Inghilterra | Finchley          | Non conosciuto             |            |
| 10/10/64 | Inghilterra | Newmarket         | Non conosciuto             |            |
| 13/10/64 | Inghilterra | Putney            | Non conosciuto             |            |
| 21/10/64 | Inghilterra | Chatham           | Medway County Youth Club   |            |
| 25/10/64 | Inghilterra | Lee-on-the-Solent | Tower Ballroom             |            |
| 31/10/64 | Inghilterra | Bromley           | Justin Hall                |            |
| 06/11/64 | Inghilterra | Londra            | Marquee Club               |            |
| 07/11/64 | Inghilterra | Bedford           | Conservative Hall          |            |
| 08/11/64 | Inghilterra | Twickenham        | Eel-Pie Island Jazz Club   |            |
| 13/11/64 | Inghilterra | Hastings          | The Witch Doctor           |            |
| 14/11/64 | Inghilterra | Maidstone         | The Royal Star Hotel       |            |
| 20/11/64 | Inghilterra | Bromley           | Justin Hall                |            |
| 01/12/64 | Inghilterra | Wigan             | ABC Cinema                 | 2 concerti |
| 02/12/64 | Inghilterra | Hull              | ABC Cinema                 | 2 concerti |
| 03/12/64 | Scozia      | Edimburgo         | ABC Cinema (Lothian Road)  | 2 concerti |
| 04/12/64 | Inghilterra | Stockton-on-Tees  | ABC Cinema (Globe Theatre) | 2 concerti |
| 05/12/64 | Inghilterra | Newcastle         | City Hall                  | 2 concerti |
| 06/12/64 | Inghilterra | Scarborough       | Futurist Theatre           | 2 concerti |
| 10/12/64 | Inghilterra | Londra            | Marquee Club               |            |
| 13/12/64 | Inghilterra | Bedford           | Conservative Club          |            |
| 17/12/64 | Inghilterra | Brighton          | Brighton College           |            |
| 18/12/64 | Inghilterra | Hertford          | Corn Exchange              |            |
| 19/12/64 | Inghilterra | Maidstone         | Corn Exchange              |            |
| 31/12/64 | Inghilterra | Finchley          | Non conosciuto             |            |
| 30/01/65 | Inghilterra | Hastings          | The Witch Doctor           |            |
| 01/02/65 | Inghilterra | Maidstone         | The Royal Star Hotel       |            |
| 04/03/65 | Inghilterra | Bournemouth       | Non conosciuto             |            |
| 08/03/65 | Inghilterra | Londra            | The May Fair Hotel         |            |
| 10/03/65 | Inghilterra | Bromley           | Bromel Club                |            |
| 20/03/65 | Inghilterra | Cromer            | Olympia Ballroom           |            |

Formazione
- Davie Jones: voce, sax tenore
- John Watson: voce, chitarra
- Johnny Flux: chitarra
- Paul Rodriguez: basso, sax tenore, tromba
- Mick White: batteria
- Bob Solly: organo
- Woolf Byrne: sax baritono, armonica

Repertorio
- Big Boss Man (Jimmy Reed)
- Can't Nobody Love You (Solomon Burke)
- Duke of Earl (Gene Chandler)
- Hello Stranger (Barbara Lewis)
- Hoochie Coochie Man (Muddy Waters)
- I Ain't Got You (The Yardbirds)
- I Believe to My Soul (Ray Charles)
- I Pity the Fool (Bobby Bland)
- If You Don't Come Back (The Drifters)
- Last Night (composizione dei Manish Boys rimasta inedita)
- Little Egypt (The Coasters)
- Liza Jane (Leslie Conn)
- Louie, Louie Go Home (Paul Revere and the Raiders)
- Love is Strange (Mickey & Sylvia)
- Mary Ann (Ray Charles)
- Night Train (Jimmy Forest)
- Take My Tip (Davie Jones)
- Watermelon Man (Herbie Hancock)
- What'd I Say (Ray Charles)
- You Can't Sit Down (Paul Revere and the Raiders)

### The Lower Third
Formatisi due anni prima a Margate, nel 1965 i Lower Third erano alla ricerca di nuovi componenti e ad aprile David fece un'audizione a La Discotheque di Soho insieme a Steve Marriott, che se ne andò subito per formare gli Small Faces. Il 17 maggio, con un'esibizione al Grand Hotel di Littlestone nacquero ufficialmente Davy Jones and The Lower Third, con i quali il cantante proseguì la promozione delle sue composizioni in una serie di concerti estivi. «Credo di aver voluto che diventasse un gruppo rhythm and blues», ha affermato nel 1983, «facevamo un sacco di pezzi di John Lee Hooker e cercavamo di adattare le sue cose al big beat, senza riscuotere un gran successo».
Il 20 agosto aprirono il concerto degli Who alla Pavillion Ballroom di Bournemouth, dopo il quale David incontrò per la prima volta Pete Townshend. L'influenza esercitata dalla band londinese divenne subito evidente e i Lower Third cominciarono a comportarsi in modo analogo sfasciando gli strumenti alla fine delle esibizioni. «Eravamo conosciuti come il secondo gruppo più casinista di Londra», raccontò il chitarrista Denis Taylor anni dopo.
A capodanno si esibirono con Arthur Brown a Parigi dove restarono un paio di giorni, ma il trattamento preferenziale riservato al cantante (che nel frattempo aveva adottato il nome d'arte David Bowie) durante la campagna pubblicitaria per il singolo Can't Help Thinking About Me creò una frattura tra lui e il resto del gruppo. Il 29 gennaio 1966, al Bromel Club i Lower Third si rifiutarono di suonare dopo aver saputo che non sarebbero stati pagati e il 4 marzo David eseguì il brano nel programma Ready Steady Go! di ITV accompagnato da una nuova band.
Date
| Data     | Paese       | Città              | Luogo                 |
| -------- | ----------- | ------------------ | --------------------- |
| 17/05/65 | Inghilterra | Littlestone-on-Sea | Grand Hotel           |
| 28/05/65 | Inghilterra | Bournemouth        | Pavilion Ballroom     |
| 30/05/65 | Inghilterra | Bournemouth        | Pavilion Ballroom     |
| 04/06/65 | Inghilterra | Bournemouth        | Pavilion Ballroom     |
| 05/06/65 | Inghilterra | Queensborough      | Borough Hall          |
| 11/06/65 | Inghilterra | Brighton           | Starlight Rooms       |
| 12/06/65 | Inghilterra | Manchester         | King's Head           |
| 13/06/65 | Inghilterra | Londra             | Roebuck Pub           |
| 14/06/65 | Inghilterra | Leeds              | White Bear Tavern     |
| ??/06/65 | Inghilterra | York               | The Boulevard         |
| 18/06/65 | Inghilterra | Margate            | The Cliftonville Hall |
| 19/06/65 | Inghilterra | Edgbaston          | Happy Towers Ballroom |
| 23/06/65 | Inghilterra | Tadcaster          | Fairlight Gardens     |

Durante il periodo estivo, David e i Lower Third suonarono ogni giovedì a The Clifton Hall di Margate (dal 24 giugno al 12 agosto),
ogni venerdì e domenica alla Pavillion Ballroom di Bournemouth (dal 25 giugno al 29 agosto) e ogni sabato al Ventnor Winter Gardens dell'Isola di Wight (dal 3 luglio al 28 agosto).
Altre esibizioni inclusero quelle al Bromel Club di Bromley il 26 giugno e al 100 Club di Londra il 19 e 26 agosto.
Nel mese di settembre la band suonò a Londra ogni martedì al 100 Club di Londra e ogni sabato al Marquee Club.
| Data     | Paese       | Città      | Luogo             |
| -------- | ----------- | ---------- | ----------------- |
| 08/10/65 | Inghilterra | Londra     | Marquee Club      |
| 30/10/65 | Inghilterra | Portsmouth | Birdcage Club     |
| 05/11/65 | Inghilterra | Londra     | Marquee Club      |
| 13/11/65 | Inghilterra | Brighton   | The New Barn      |
| 19/11/65 | Inghilterra | Londra     | Marquee Club      |
| 05/12/65 | Inghilterra | Londra     | Marquee Club      |
| 10/12/65 | Inghilterra | Londra     | Marquee Club      |
| 11/12/65 | Inghilterra | Brighton   | The Cadillac Club |
| 24/12/65 | Inghilterra | Londra     | La Discoteque     |
| 31/12/65 | Francia     | Parigi     | Golf-Drouot       |
| 01/01/66 | Francia     | Parigi     | Le Bus Palladium  |
| 02/01/66 | Francia     | Parigi     | Golf-Drouot       |
| 06/01/66 | Inghilterra | Londra     | Victoria Tavern   |
| 07/01/66 | Inghilterra | Londra     | Marquee Club      |
| 12/01/66 | Inghilterra | Newmarket  | Community Hall    |
| 15/01/66 | Inghilterra | Harrow     | Alexander Tavern  |
| 17/01/66 | Inghilterra | Carlisle   | Holly Bush        |
| 19/01/66 | Inghilterra | Birmingham | Cedar Club        |
| 28/01/66 | Inghilterra | Stevenage  | Town Hall         |
| 29/01/66 | Inghilterra | Bromley    | Bromel Club       |

Formazione
- Davie Jones (dal 18 settembre 1965 come David Bowie) - voce, sax tenore, sax contralto
- Denis "Tea-Cup" Taylor - chitarra
- Graham "Death" Rivens - basso
- Les Mighall - batteria (sostituito da Phil Lancaster da luglio 1965)
- Neil Anderson - voce (occasionalmente)

Repertorio
- Baby Loves That Way (Davy Jones)
- Born of the Night (composizione dei Lower Third rimasta inedita)
- Can't Help Thinking About Me (David Bowie)
- Chim Chim Cheree (R.M. Sherman/R.B. Sherman)
- The London Boys (David Bowie)
- Mars, The Bringer Of War (Gustav Holst)
- You've Got a Habit of Leaving (Davy Jones)

### The Buzz
La nuova band debuttò alla Mecca Ballroom di Leicester il 10 febbraio 1966 e a partire dal 10 aprile, dopo la pubblicazione del 45 giri Do Anything You Say, cominciò una serie di concerti al Marquee Club di Londra chiamati "Bowie Showboat", che si tennero la domenica pomeriggio fino al 12 giugno e proseguirono dal 21 agosto al 13 novembre. Nel frattempo, il 15 giugno John Hutchinson aveva deciso di lasciare i Buzz a causa di mancati pagamenti e nelle settimane successive Bowie fu costretto a fare un paio di concerti senza chitarrista prima di ingaggiare l'ex Anteeeks Billy Gray.
Il repertorio cominciò ad includere sempre più composizioni scritte da David ma nei Buzz le cose non andavano bene, soprattutto per la nuova direzione narrativa in cui si muovevano le canzoni. «Trovo incredibile che il 99% dei nostri pezzi dal vivo fossero soul, e che io scrivessi in uno stile così da musical/vaudeville», ha dichiarato il cantante nel 1999. Il gruppo cessò di esistere il 2 dicembre dopo un concerto a Shrewsbury durante il quale Bowie eseguì I'm Waiting for the Man, evento degno di nota in quanto era la prima volta in assoluto che il brano veniva proposto dal vivo, ancor prima della sua pubblicazione da parte dei Velvet Underground.
Date
| Data     | Paese       | Città              | Luogo                     | Note           |
| -------- | ----------- | ------------------ | ------------------------- | -------------- |
| 10/02/66 | Inghilterra | Leicester          | Mecca Ballroom            |                |
| 11/02/66 | Inghilterra | Londra             | Marquee Club              |                |
| 12/02/66 | Inghilterra | Stevenage          | Bowes Lyon House          |                |
| 26/02/66 | Inghilterra | Chelmsford         | Corn Exchange             |                |
| 23/02/66 | Inghilterra | Eastbourne         | Club Continental          |                |
| 05/03/66 | Inghilterra | Birmingham         | Cranes Record Shop        |                |
| 12/03/66 | Inghilterra | Brighton           | Club 101                  |                |
| 18/03/66 | Inghilterra | High Wycombe       | Target Club               |                |
| 21/03/66 | Inghilterra | Basingstoke        | Galaxy Club               |                |
| 25/03/66 | Inghilterra | Harrow             | Alexander Tavern          |                |
| 02/04/66 | Inghilterra | Carlisle           | Holly Bush                |                |
| 03/04/66 | Scozia      | Dundee             | Top Ten Club              |                |
| 04/04/66 | Scozia      | Dundee             | College                   |                |
| 05/04/66 | Scozia      | Glasgow            | Green's Playhouse         |                |
| 06/04/66 | Scozia      | Hawick             | Non conosciuto            |                |
| 09/04/66 | Inghilterra | Thetford           | Guildhall                 |                |
| 10/04/66 | Inghilterra | Londra             | Marquee Club              | Bowie Showboat |
| 17/04/66 | Inghilterra | Londra             | Marquee Club              | Bowie Showboat |
| 24/04/66 | Inghilterra | Londra             | Marquee Club              | Bowie Showboat |
| 25/04/66 | Inghilterra | Chester            | Non conosciuto            |                |
| 01/05/66 | Inghilterra | Londra             | Marquee Club              | Bowie Showboat |
| 08/05/66 | Inghilterra | Londra             | Marquee Club              | Bowie Showboat |
| 15/05/66 | Inghilterra | Londra             | Marquee Club              | Bowie Showboat |
| 22/05/66 | Inghilterra | Londra             | Marquee Club              | Bowie Showboat |
| 29/05/66 | Inghilterra | Blackpool          | South Pier                |                |
| 05/06/66 | Inghilterra | Londra             | Marquee Club              | Bowie Showboat |
| 11/06/66 | Inghilterra | Dunstable          | California Ballroom       |                |
| 12/06/66 | Inghilterra | Londra             | Marquee Club              | Bowie Showboat |
| 13/06/66 | Inghilterra | Ramsgate           | Coronation Ballroom       |                |
| 14/06/66 | Inghilterra | Cambridge          | Corn Exchange             |                |
| 17/06/66 | Inghilterra | Catford            | Non conosciuto            |                |
| 18/06/66 | Inghilterra | Thetford           | Guildhall                 |                |
| 19/06/66 | Inghilterra | Swanley            | Brands Hatch              |                |
| 22/06/66 | Inghilterra | Bognor Regis       | Shoreline Club            |                |
| 23/06/66 | Inghilterra | Lowestoft          | Non conosciuto            |                |
| 24/06/66 | Inghilterra | Dunstable          | California Ballroom       |                |
| 27/06/66 | Inghilterra | Great Yarmouth     | Britannia Theatre         |                |
| 02/07/66 | Inghilterra | Warrington         | The Lion Hotel            |                |
| 03/07/66 | Inghilterra | Londra             | Marquee Club              |                |
| 15/07/66 | Inghilterra | Loughton           | Youth Centre              |                |
| 30/07/66 | Inghilterra | Bishop's Stortford | Rhodes Centre             |                |
| 12/08/66 | Inghilterra | Leicester          | Latin Quarter             |                |
| 13/08/66 | Inghilterra | Boston             | Gliderdrome               |                |
| 21/08/66 | Inghilterra | Londra             | Marquee Club              | Bowie Showboat |
| 26/08/66 | Inghilterra | Ramsgate           | Coronation Ballroom       |                |
| 27/08/66 | Inghilterra | Greenford          | Starlite Ballroom         |                |
| 28/08/66 | Inghilterra | Londra             | Marquee Club              | Bowie Showboat |
| 03/09/66 | Inghilterra | St Leonards-on-Sea | The Witch Doctor          |                |
| 04/09/66 | Inghilterra | Londra             | Marquee Club              | Bowie Showboat |
| 11/09/66 | Inghilterra | Londra             | Marquee Club              | Bowie Showboat |
| 12/09/66 | Inghilterra | Welwyn Garden City | Woodhall Community Centre |                |
| 16/09/66 | Inghilterra | Hanley             | The Place                 |                |
| 18/09/66 | Inghilterra | Londra             | Marquee Club              | Bowie Showboat |
| 23/09/66 | Inghilterra | Londra             | Marquee Club              |                |
| 24/09/66 | Inghilterra | Ashford            | 2 'B's Club               |                |
| 25/09/66 | Inghilterra | Londra             | Marquee Club              | Bowie Showboat |
| 02/10/66 | Inghilterra | Londra             | Marquee Club              | Bowie Showboat |
| 09/10/66 | Inghilterra | Londra             | Marquee Club              | Bowie Showboat |
| 16/10/66 | Inghilterra | Londra             | Marquee Club              | Bowie Showboat |
| 23/10/66 | Inghilterra | Londra             | Marquee Club              | Bowie Showboat |
| 29/10/66 | Inghilterra | Bognor Regis       | Shoreline Club            |                |
| 30/10/66 | Inghilterra | Londra             | Marquee Club              | Bowie Showboat |
| 06/11/66 | Inghilterra | Londra             | Marquee Club              | Bowie Showboat |
| 13/11/66 | Inghilterra | Londra             | Marquee Club              | Bowie Showboat |
| 19/11/66 | Inghilterra | Cromer             | Olympia Ballroom          |                |
| 26/11/66 | Inghilterra | Gosport            | New Spot Club             |                |
| 27/11/66 | Inghilterra | King's Lynn        | The Maid's Head           |                |
| 02/12/66 | Inghilterra | Shrewsbury         | Severn Club               |                |

Formazione
- David Bowie - voce, chitarra, sassofono
- John Hutchinson - chitarra (fino al 15 giugno)
- Billy Gray - chitarra (dal 2 luglio al 19 novembre)
- Derek "Dek" Fearnley - basso
- John Eager - batteria
- Derek Boyes - tastiere

Repertorio
Brani originali:
- Can't Help Thinking About Me
- Do Anything You Say
- Good Morning Girl
- I Dig Everything
- I'm Not Losing Sleep
- It's Getting Back (inedita)
- Join the Gang
- The London Boys
- Take It With Soul (inedita)

Cover:
- Breakout (Mitch Ryder & the Detroit Wheels)
- Come See About Me (The Supremes)
- Dance, Dance, Dance (The Beach Boys)
- Harlem Shuffle (Bob & Earl)
- Hold On! I'm Comin' (Sam & Dave)
- I'm Waiting for the Man (The Velvet Underground)
- It Doesn't Matter Anymore (Buddy Holly)
- It's So Easy (The Crickets)
- Jenny Takes A Ride (Mitch Ryder & the Detroit Wheels)
- Land of a Thousand Dances (Cannibal & the Headhunters)
- One More Heartache (Marvin Gaye)
- Please Stay (The Drifters)
- See Saw (Don Covay)
- Shake (Sam Cooke)
- What Kind Of Fool Am I? (Anthony Newley)
- You'll Never Walk Alone (Rodgers & Hammerstein)

### The Riot Squad, Turquoise, Feathers
Negli ultimi tre anni del decennio Bowie alternò date da solista a concerti con gli ultimi gruppi di cui fece parte. Dopo The Riot Squad, con i quali si esibì nella primavera del 1967, mise in piedi il trio acustico Turquoise insieme alla compagna Hermione Farthingale e a Tony Hill, ex chitarrista dei Misunderstood. Dopo poche date Hill venne sostituito da John Hutchinson e il gruppo fu ribattezzato Feathers. Oltre alle canzoni i componenti del trio si alternarono nel recitare poesie mentre Bowie introdusse performance di mimo come The Mask e Jetsun and the Eagle. Nel febbraio 1969 anche Hermione se ne andò, Bowie e Hutchinson abbandonarono mimo e poesia e si concentrarono su sonorità folk più sofisticate, basate su due chitarre acustiche gemelle e sulle armonie vocali. Dal 15 febbraio all'8 marzo parteciparono ad alcune date del tour dei T. Rex e il 29 aprile si esibirono insieme per l'ultima volta al College of Technology di Ealing.
Oltre al Festival della canzone di Malta del 24 luglio e al primo passaggio in Italia per il Premio Internazionale del Disco di Monsummano Terme della settimana successiva, nei quali Bowie eseguì When I Live My Dream, tra gli eventi principali di questo periodo ci furono le performance del "Growth Art Lab", club artistico fondato al The Three Tuns di Beckenham con la giornalista Mary Finnigan che diede origine al "Growth" Free Festival del 16 agosto 1969, immortalato nel brano Memory of a Free Festival.
Ad ottobre Bowie aprì alcuni concerti degli Humble Pie e dal 7 al 15 novembre si esibì in Scozia accompagnato dai Junior's Eyes, ovvero Tim Renwick (chitarra), John "Honk" Lodge (basso) e John Cambridge (batteria) con i quali aveva appena finito di collaborare per la registrazione dell'album Space Oddity. Uno degli ultimi appuntamenti dell'anno fu il concerto di beneficenza Save Rave '69 al Palladium di Londra, al quale assistette anche la principessa Margaret.
Date
| Data     | Paese       | Città            | Luogo                  | Note                                  |
| -------- | ----------- | ---------------- | ---------------------- | ------------------------------------- |
| 17/03/67 | Inghilterra | Basildon         | Woodlands Youth Centre | The Riot Squad                        |
| 28/03/67 | Inghilterra | Harrow           | Kodak's Social Club    | The Riot Squad                        |
| 13/04/67 | Inghilterra | Londra           | The Tiles Club         | The Riot Squad                        |
| 14/04/67 | Inghilterra | Londra           | Marquee Club           | Solista                               |
| ??/04/67 | Inghilterra | Maldon           | Down Beat Club         | Solista                               |
| 02/05/67 | Inghilterra | Leighton Buzzard | Bossard Hall           | Solista                               |
| 19/11/67 | Inghilterra | Londra           | Dorchester Hotel       | Solista (The Stage Ball)              |
| 19/05/68 | Inghilterra | Londra           | Middle Earth Club      | Solista (spettacolo di mimo)          |
| 03/06/68 | Inghilterra | Londra           | Royal Festival Hall    | Solista (spettacolo di mimo)          |
| 01/08/68 | Inghilterra | Londra           | Marquee Club           | Solista                               |
| 14/09/68 | Inghilterra | Londra           | The Roundhouse         | Turquoise                             |
| 15/09/68 | Inghilterra | Londra           | Middle Earth Club      | Turquoise                             |
| 16/09/68 | Inghilterra | Londra           | Wigmore Hall           | Turquoise                             |
| 20/10/68 | Inghilterra | Hampstead        | Country Club           | Solista (Time Out/Free Bank Benefit)  |
| 17/11/68 | Inghilterra | Hampstead        | Country Club           | Feathers                              |
| 06/12/68 | Inghilterra | Drury Lane       | Arts Lab               | Feathers                              |
| 07/12/68 | Inghilterra | Brighton         | Sussex University      | Feathers                              |
| 24/12/68 | Inghilterra | Falmouth         | Magician's Workshop    | Solista                               |
| 26/12/68 | Inghilterra | Falmouth         | Magician's Workshop    | Solista                               |
| 04/01/69 | Inghilterra | Londra           | The Roundhouse         | Feathers                              |
| 11/02/69 | Inghilterra | Brighton         | Sussex University      | Feathers                              |
| 15/02/69 | Inghilterra | Birmingham       | Town Hall              | Feathers (T. Rex Tour)                |
| 16/02/69 | Inghilterra | Croydon          | Fairfield Hall         | Feathers (T. Rex Tour)                |
| 21/02/69 | Inghilterra | Manchester       | The Magic Village      | Solista                               |
| 22/02/69 | Inghilterra | Manchester       | Free Trade Hall        | Feathers (T. Rex Tour)                |
| 23/02/69 | Inghilterra | Bristol          | Colston Hall           | Feathers (T. Rex Tour)                |
| 01/03/69 | Inghilterra | Liverpool        | Philharmonic Hall      | Feathers (T. Rex Tour)                |
| 08/03/69 | Inghilterra | Brighton         | The Dome               | Feathers (T. Rex Tour)                |
| 11/03/69 | Inghilterra | Guildford        | University of Surrey   | Feathers (Guildford Arts Festival)    |
| 14/03/69 | Inghilterra | Guildford        | Town Hall              | Feathers                              |
| 16/03/69 | Inghilterra | Lincoln          | Assembly Rooms         | Feathers                              |
| 29/04/69 | Inghilterra | Ealing           | College of Technology  | Feathers                              |
| 04/05/69 | Inghilterra | Beckenham        | The Three Tuns         | Solista (questa e le date successive) |
| 06/05/69 | Inghilterra | Hampstead        | The Three Horseshoes   |                                       |
| 09/05/69 | Inghilterra | Hampstead        | The Three Horseshoes   |                                       |
| 11/05/69 | Inghilterra | Beckenham        | The Three Tuns         |                                       |
| 18/05/69 | Inghilterra | Beckenham        | The Three Tuns         |                                       |
| 22/05/69 | Inghilterra | Londra           | Wigmore Hall           |                                       |
| 25/05/69 | Inghilterra | Beckenham        | The Three Tuns         |                                       |
| 01/06/69 | Inghilterra | Beckenham        | The Three Tuns         |                                       |
| 05/06/69 | Inghilterra | Beckenham        | The Three Tuns         |                                       |
| 11/06/69 | Inghilterra | Cambridge        | Midsummer Pop Festival |                                       |
| 15/06/69 | Inghilterra | Londra           | Marquee Club           |                                       |
| 15/07/69 | Inghilterra | Hounslow         | The White Bear         |                                       |
| 18/07/69 | Inghilterra | Beckenham        | The Three Tuns         |                                       |
| 24/07/69 | Malta       | La Valletta      | Hilton Hotel           | Festival della canzone                |
| 31/07/69 | Italia      | Monsummano Terme | Teatro Primeo          | Premio Internazionale del Disco       |
| 03/08/69 | Inghilterra | Beckenham        | The Three Tuns         |                                       |
| 16/08/69 | Inghilterra | Beckenham        | Recreational Ground    | "Growth" Free Festival                |
| 22/08/69 | Inghilterra | Wolverhampton    | Catacombs Club         | 2 concerti                            |
| 13/09/69 | Inghilterra | Bromley          | Library Gardens        | Open Air Concert                      |
| 28/09/69 | Inghilterra | Hull             | East Park              | Hull Arts Centre Free Festival        |
| 01/10/69 | Inghilterra | Bromley          | Folk Club              |                                       |
| 08/10/69 | Inghilterra | Coventry         | Coventry Theatre       | Humble Pie Tour                       |
| 09/10/69 | Inghilterra | Leeds            | Town Hall              | Humble Pie Tour                       |
| 10/10/69 | Inghilterra | Birmingham       | Town Hall              | Humble Pie Tour                       |
| 11/10/69 | Inghilterra | Brighton         | The Dome               | Humble Pie Tour                       |
| 12/10/69 | Inghilterra | Beckenham        | The Three Tuns         |                                       |
| 13/10/69 | Inghilterra | Bristol          | Colston Hall           | Humble Pie Tour                       |
| 16/10/69 | Inghilterra | Londra           | All Saints' Hall       |                                       |
| 17/10/69 | Inghilterra | Exeter           | Tiffany's              |                                       |
| 19/10/69 | Inghilterra | Birmingham       | Rebecca's Club         |                                       |
| 21/10/69 | Inghilterra | Londra           | Queen Elizabeth Hall   | Humble Pie Tour                       |
| 23/10/69 | Scozia      | Edimburgo        | Usher Hall             | Humble Pie Tour                       |
| 24/10/69 | Inghilterra | Sunderland       | Empire                 | Humble Pie Tour                       |
| 25/10/69 | Inghilterra | Manchester       | Odeon Theatre          | Humble Pie Tour                       |
| 26/10/69 | Inghilterra | Liverpool        | Empire Theatre         | Humble Pie Tour                       |
| 31/10/69 | Inghilterra | Gravesend        | General Gordon         |                                       |
| 31/10/69 | Inghilterra | Gillingham       | Aurora Hotel           |                                       |
| 07/11/69 | Scozia      | Perth            | Salution Hotel         |                                       |
| 08/11/69 | Scozia      | Kilmarnock       | Grand Hall             |                                       |
| 09/11/69 | Scozia      | Dunfermline      | Kinema Ballroom        |                                       |
| 10/11/69 | Scozia      | Glasgow          | Electric Garden        |                                       |
| 14/11/69 | Scozia      | Kirkcaldy        | Adam Smith Hall        |                                       |
| 14/11/69 | Scozia      | Edimburgo        | Frisco's               |                                       |
| 15/11/69 | Scozia      | Dundee           | Caird Hall             |                                       |
| 18/11/69 | Inghilterra | Croydon          | The Gun Tavern         |                                       |
| 19/11/69 | Inghilterra | Brighton         | The Dome               |                                       |
| 20/11/69 | Inghilterra | Londra           | Royal Festival Hall    |                                       |
| 21/11/69 | Inghilterra | Devizes          | Poperama               |                                       |
| 22/11/69 | Inghilterra | Gravesend        | General Gordon         | 2 concerti                            |
| 23/11/69 | Inghilterra | Gillingham       | Aurora Hotel           | 2 concerti                            |
| 27/11/69 | Inghilterra | Beckenham        | The Three Tuns         |                                       |
| 30/11/69 | Inghilterra | Londra           | Palladium              | Save Rave '69                         |
| 20/12/69 | Inghilterra | Beckenham        | The Three Tuns         |                                       |
| 24/12/69 | Inghilterra | Beckenham        | The Three Tuns         |                                       |

Formazioni
The Riot Squad
- David Bowie - voce, chitarra
- Rod Davies - chitarra
- Brian "Croke" Prebble - basso, voce
- Derek Roll - batteria
- George "Butch" Davies - tastiere
- Bob Evans - sax tenore, flauto, voce

Turquoise
- David Bowie: voce, mimo
- Hermione Farthingale: voce, mimo
- Tony Hill: chitarra acustica, voce

Feathers
- David Bowie: voce, mimo
- Hermione Farthingale: voce, mimo (fino al 14 gennaio 1969)
- John Hutchinson: chitarra, voce

Repertorio
Da David Bowie:
- Silly Boy Blue
- Love You Till Tuesday
- When I Live My Dream
- Sell Me a Coat

Da Space Oddity:
- Space Oddity
- God Knows I'm Good
- An Occasional Dream
- Janine
- Wild Eyed Boy from Freecloud
- Unwashed and Somewhat Slightly Dazed
- Cygnet Committee

Altri brani originali:
- Ching-a-Ling
- Even a Fool Learns to Love
- Karma Man
- The Laughing Gnome
- Let Me Sleep Beside You
- Little Toy Soldier (inedita)
- London Bye Ta-Ta
- The Prettiest Star
- Silver Tree Top School for Boys
- When I'm Five

Cover:
- All You Need Is Love (The Beatles)
- Amsterdam (Jacques Brel)
- Buzz the Fuzz (Paul "Biff" Rose)
- Don't Think Twice, It's All Right (Bob Dylan)
- Fill Your Heart (Paul "Biff" Rose)
- I'm Waiting for the Man (The Velvet Underground)
- It Can't Happen Here (Frank Zappa)
- Lady Midnight (Leonard Cohen)
- Life Is a Circus (Djinn)
- A Hundred Years from Today (standard americano)
- She Belongs to Me (Bob Dylan)
- When I'm Sixty-Four (The Beatles)
- Yellow Submarine (The Beatles)

## Anni settanta

### The Hype
I primi impegni dal vivo del 1970 videro Bowie continuare ad esibirsi al The Three Tunes di Beckenham e il 3 febbraio, durante un concerto al Marquee Club di Londra avvenne l'incontro con Mick Ronson che nel giro di due giorni diventò il suo chitarrista, gettando le basi per una delle collaborazioni fondamentali degli anni settanta. Il nuovo gruppo con cui Bowie si esibì in questo periodo, The Hype, fece il proprio debutto il 22 febbraio durante un evento organizzato alla Roundhouse di Londra intitolato "Implosion", diventato celebre come l'atto di nascita del glam rock. Tra un concerto e l'altro con gli Hype, che in un paio di occasioni si presentarono con i nomi Harry the Butcher e David Bowie's New Electric Band, il cantante tenne qualche esibizione acustica da solista, tra cui uno spettacolo di beneficenza per la Mencap alla Royal Albert Hall.
Nel febbraio 1971 David affrontò il suo primo viaggio negli Stati Uniti per la promozione di The Man Who Sold the World, anche se non poté esibirsi a causa degli accordi sindacali dell'AFM. Rientrato in patria, il 30 marzo gli Hype tennero l'ultimo concerto allo Star Hotel di Croydon ma le performance di David continuarono fino all'autunno, inclusa la partecipazione al Glastonbury Fayre del 23 giugno e all'Eastwood Free Festival di Southend del 1º agosto.
Il 25 settembre 1971, al Friars Club di Aylesbury avvenne la prima esibizione con Mick Ronson, Trevor Bolder e Mick Woodmansey, i futuri Spiders from Mars.
Date
| Data     | Paese       | Città       | Luogo                         | Note                                  |
| -------- | ----------- | ----------- | ----------------------------- | ------------------------------------- |
| 04/01/70 | Inghilterra | Beckenham   | The Three Tuns                | Solista                               |
| 08/01/70 | Inghilterra | Londra      | Speakeasy Club                | Solista                               |
| 11/01/70 | Inghilterra | Beckenham   | The Three Tuns                | Solista                               |
| 14/01/70 | Inghilterra | Lewisham    | Old Tiger's Head              | Solista                               |
| 15/01/70 | Inghilterra | Beckenham   | The Three Tuns                | Solista                               |
| 18/01/70 | Inghilterra | Beckenham   | The Three Tuns                | Solista                               |
| 22/01/70 | Inghilterra | Beckenham   | The Three Tuns                | Solista                               |
| 25/01/70 | Inghilterra | Beckenham   | The Three Tuns                | Solista                               |
| 30/01/70 | Scozia      | Aberdeen    | Johnston Hall                 | Solista                               |
| 03/02/70 | Inghilterra | Londra      | Marquee Club                  | Solista                               |
| 08/02/70 | Inghilterra | Beckenham   | The Three Tuns                | Solista                               |
| 12/02/70 | Inghilterra | Beckenham   | The Three Tuns                | Solista                               |
| 15/02/70 | Inghilterra | Beckenham   | The Three Tuns                | Solista                               |
| 19/02/70 | Inghilterra | Beckenham   | The Three Tuns                | Solista                               |
| 22/02/70 | Inghilterra | Londra      | The Roundhouse                | The Hype (Implosion)                  |
| 23/02/70 | Inghilterra | Londra      | Streatham Arms                | The Hype                              |
| 28/02/70 | Inghilterra | Basildon    | Arts Centre                   | The Hype                              |
| 01/03/70 | Inghilterra | Beckenham   | The Three Tuns                | The Hype                              |
| 03/03/70 | Inghilterra | Hounslow    | The White Bear                | The Hype                              |
| 05/03/70 | Inghilterra | Beckenham   | The Three Tuns                | Solista                               |
| 06/03/70 | Inghilterra | Hull        | University                    | The Hype                              |
| 07/03/70 | Inghilterra | Londra      | Regent Street Polytechnic     | The Hype                              |
| 11/03/70 | Inghilterra | Londra      | The Roundhouse                | The Hype                              |
| 12/03/70 | Inghilterra | Londra      | Royal Albert Hall             | Solista                               |
| 13/03/70 | Inghilterra | Sunderland  | Locarno Ballroom              | The Hype                              |
| 14/03/70 | Inghilterra | Guildford   | University of Surrey          | Solista                               |
| 19/03/70 | Inghilterra | Beckenham   | The Three Tuns                | Solista                               |
| 30/03/70 | Inghilterra | Croydon     | The Star Hotel                | The Hype                              |
| 12/04/70 | Inghilterra | Harrogate   | Harrogate Theatre             | Solista (2 concerti)                  |
| 27/04/70 | Inghilterra | Stockport   | Poco-A-Poco Club              | Solista (questa e le date successive) |
| 21/05/70 | Inghilterra | Scarborough | The Penthouse                 |                                       |
| 16/06/70 | Inghilterra | Cambridge   | Jesus College                 |                                       |
| 04/07/70 | Inghilterra | Bromley     | Queens Mead Recreation Ground |                                       |
| 05/07/70 | Inghilterra | Londra      | The Roundhouse                |                                       |
| 17/07/70 | Inghilterra | Southend    | Fickle Pickle Club            |                                       |
| 27/07/70 | Inghilterra | Londra      | White Hart                    |                                       |
| 01/08/70 | Inghilterra | Southend    | Eastwoodbury Lane             | Eastwood Free Festival                |
| 17/09/70 | Inghilterra | Scarborough | The Penthouse                 |                                       |
| 29/04/71 | Inghilterra | Londra      | The Roundhouse                |                                       |
| 23/06/71 | Inghilterra | Pilton      | Worthy Farm                   | Glastonbury Fayre                     |
| 28/07/71 | Inghilterra | Londra      | Hampstaed Country Club        |                                       |
| 01/08/71 | Inghilterra | Londra      | Marquee Club                  |                                       |
| 11/08/71 | Inghilterra | Londra      | Hampstaed Country Club        |                                       |
| 25/09/71 | Inghilterra | Aylesbury   | Friars Club                   |                                       |
| 04/10/71 | Inghilterra | Londra      | Seymour Hall                  |                                       |

Formazione
The Hype
- David Bowie - voce, chitarra, piano elettrico
- Mick Ronson - chitarra
- Tony Visconti - basso
- John Cambridge - batteria (fino al 30 marzo 1970)
- Mick Woodmansey - batteria (dal 12 aprile 1970)

Repertorio
Da Space Oddity:
- God Knows I'm Good
- An Occasional Dream
- Janine
- Wild Eyed Boy from Freecloud
- Unwashed and Somewhat Slightly Dazed
- Cygnet Committee
- Memory of a Free Festival

Da The Man Who Sold the World:
- The Width of a Circle
- All the Madmen
- The Supermen

Da Hunky Dory:
- Fill Your Heart (Paul "Biff" Rose)
- Queen Bitch
- Kooks
- Song for Bob Dylan
- Andy Warhol
- Oh! You Pretty Things
- Changes

Altri brani originali:
- Bombers
- Holy Holy
- Karma Man
- London Bye Ta-Ta
- Looking For a Friend (inedita)
- The Prettiest Star

Cover:
- Almost Grown (Chuck Berry)
- Amsterdam (Jacques Brel)
- Buzz The Fuzz (Paul "Biff" Rose)
- I'm Waiting for the Man (The Velvet Underground)
- It Ain't Easy (Ron Davies)
- Madame George (Van Morrison)
- White Light/White Heat (The Velvet Underground)

Il 1972 fu l'anno di The Rise and Fall of Ziggy Stardust and the Spiders from Mars e del primo tour ufficiale di David Bowie. Accompagnato dagli Spiders from Mars il cantante portò lo Ziggy Stardust Tour attraverso Regno Unito e Stati Uniti fino al gennaio 1973, per un totale di 103 concerti e con i biglietti esauriti sempre in poche ore. La tournée riprese a febbraio con l'Aladdin Sane Tour che portò Bowie per la prima volta in Giappone. Agli Spiders si aggiunse Mike Garson al pianoforte e i concerti sono ottantatré. Il 3 luglio 1973, soffocato dalla preponderante personalità del suo alter ego, Bowie si congedò dal suo pubblico vestendo per l'ultima volta i panni di Ziggy Stardust all'Hammersmith Odeon di Londra.
Dopo la breve e momentanea "resurrezione" di Ziggy per il 1980 Floor Show, andato scena al Marquee Club di Londra dal 18 al 20 ottobre 1973, nel 1974 uscì Diamond Dogs e per il Diamond Dogs Tour Bowie abbandonò le paillettes e le zeppe per adottare un look fatto di aderenti completi dandy e un trucco tenebroso. La prima parte del tour prese il via il 14 giugno e portò Bowie in Canada e negli Stati Uniti. Gli Spiders from Mars lasciarono il posto ad una band di dieci elementi, tra cui Mike Garson al pianoforte e Carlos Alomar alla chitarra. La seconda parte, chiamata Philly Dogs Tour, ripartì il 5 ottobre 1974 e si concluse alla fine dell'anno.
Nel 1976 la pubblicazione di Station to Station preannunciò la nascita del Duca Bianco, l'ultimo degli alter ego di David Bowie per quasi vent'anni. Con lo Station to Station Tour, conosciuto anche come "Isolar 1", il cantante attraversò per la prima volta l'Europa, oltre ad esibirsi di nuovo in Canada e Stati Uniti. Nel 1977 partecipò al The Idiot Tour di Iggy Pop, appena dimesso dall'istituto di igiene mentale di Los Angeles, e l'anno successivo prese il via il secondo tour mondiale "Isolar 2", noto anche come lo Stage Tour dal momento che le date di Philadelphia, Providence e Boston vennero immortalate nel doppio live Stage. La seconda parte del tour, chiamata "The Oz Tour", portò Bowie in Australia, Nuova Zelanda e Giappone e si concluse a dicembre.

## Anni ottanta
Per rivedere David Bowie in tournée si sarebbe dovuto aspettare il 1983 e l'uscita di Let's Dance. Il Serious Moonlight Tour partì dall'Europa e attraversò Nord America, Asia e Oceania per concludersi dopo 96 date con il cosiddetto "Bungle in the Jungle Tour" di Singapore, Bangkok e Hong Kong.
Ad eccezione della partecipazione al Live Aid del 1985, l'attività dal vivo di Bowie non fece registrare altre date fino al Glass Spider Tour del 1987 che si sarebbe rivelata quella di maggior successo commerciale fino a quel momento con più di due milioni e mezzo di spettatori presenti negli stadi di tutto il mondo. Alla fine del tour, che per la prima volta toccò anche l'Italia con le date di Firenze, Roma, Milano e Torino, Bowie conobbe il chitarrista Reeves Gabrels. L'incontro si rivelò fondamentale e nel 1989 dette origine alla nascita dei Tin Machine. Dopo la pubblicazione del primo album eponimo il Tin Machine Tour partì il 14 giugno 1989 e portò la band in Danimarca, Germania, Francia, Paesi Bassi, Regno Unito e Stati Uniti.

## Anni novanta
Nel 1990 la pubblicazione della raccolta Sound + Vision ha dato a Bowie l'occasione di riproporre i suoi classici con il Sound+Vision Tour, un tour di notevole successo, durato sei mesi e nel 1991, dopo la pubblicazione del secondo LP con i Tin Machine è iniziato il breve It's My Life Tour, partito dal Teatro Smeraldo di Milano il 5 e 6 ottobre e conclusosi nel febbraio 1992 a Tokyo. Il 20 aprile dello stesso anno ha partecipato inoltre al Freddie Mercury Tribute Concert tenutosi al Wembley Stadium di Londra e seguito da oltre un miliardo di telespettatori.
Terminata l'esperienza con i Tin Machine e dopo più di tre anni di assenza dalle scene, con l'unica eccezione del Concert of Hope del 1º dicembre 1993 alla Wembley Arena di Londra, il 14 settembre 1995 Bowie ha intrapreso l'Outside Tour per promuovere il nuovo album da solista che sarebbe uscito alla fine del mese. Accompagnato da Reeves Gabrels, Gail Ann Dorsey, Carlos Alomar, Mike Garson e altri musicisti il cantante si è esibito in 26 Paesi per un totale di 92 concerti, inclusi numerosi festival europei.
Il 1997 è stato l'anno del concerto per il 50º compleanno di Bowie al Madison Square Garden di New York, durante il quale il cantante ha duettato con artisti come Lou Reed, Robert Smith e Frank Black. Il 7 giugno a Lubecca ha preso il via l'Earthling Tour, terminato il 7 novembre a Buenos Aires. Curiosamente, per alcuni show Bowie e il suo gruppo sono stati presentati come "Tao Jones Index". Nel settembre del 1999 è uscito il nuovo album 'hours...' e il mese successivo è iniziato il breve Hours Tour che ha incluso solo 9 date.

## Anni duemila
Il 2000 si è aperto con le tre date di giugno del cosiddetto "Minitour": il 16 e il 19 alla Roseland Ballroom di New York e il 25 al Festival di Glastonbury. Dopo il Tibet House US Benefit Concert del 26 febbraio 2001 e il Concerto per New York City del successivo 20 ottobre, nel 2002 è partito il primo vero e proprio tour del nuovo millennio, l'Heathen Tour, nel quale oltre a promuovere il nuovo album e a suonare i suoi classici Bowie ha riproposto tutte le tracce di Low del 1977.
Con il Reality Tour del 2003-2004 David è tornato dopo tanti anni in Giappone e in Australia ma il 23 giugno 2004, durante il concerto alla T-Mobile Arena di Praga è stato colpito da un forte dolore alla spalla che lo ha costretto a interrompere lo show. Dopo il concerto di due giorni dopo a Scheeßel in Germania il problema di salute gli ha imposto di annullare tutte le date estive programmate. David è stato ricoverato all'ospedale di Amburgo per un problema cardiocircolatorio risolto con un'angioplastica e dopo qualche giorno è rientrato a New York con la sua famiglia interrompendo l'attività live.
Il ritorno sulle scene è avvenuto nel 2005 a New York con due esibizioni con gli Arcade Fire, l'8 settembre in occasione del primo American Fashion Rocks e una settimana dopo al CMJ Summerstage in Central Park. Il 29 maggio 2006 ha fatto un'apparizione durante una data del tour di David Gilmour alla Royal Albert Hall di Londra e il 9 novembre dello stesso anno ha partecipato con Alicia Keys al Black Ball di New York, concerto benefico per l'organizzazione Keep a Child Alive che rimane la sua ultima esibizione dal vivo.